# Dais

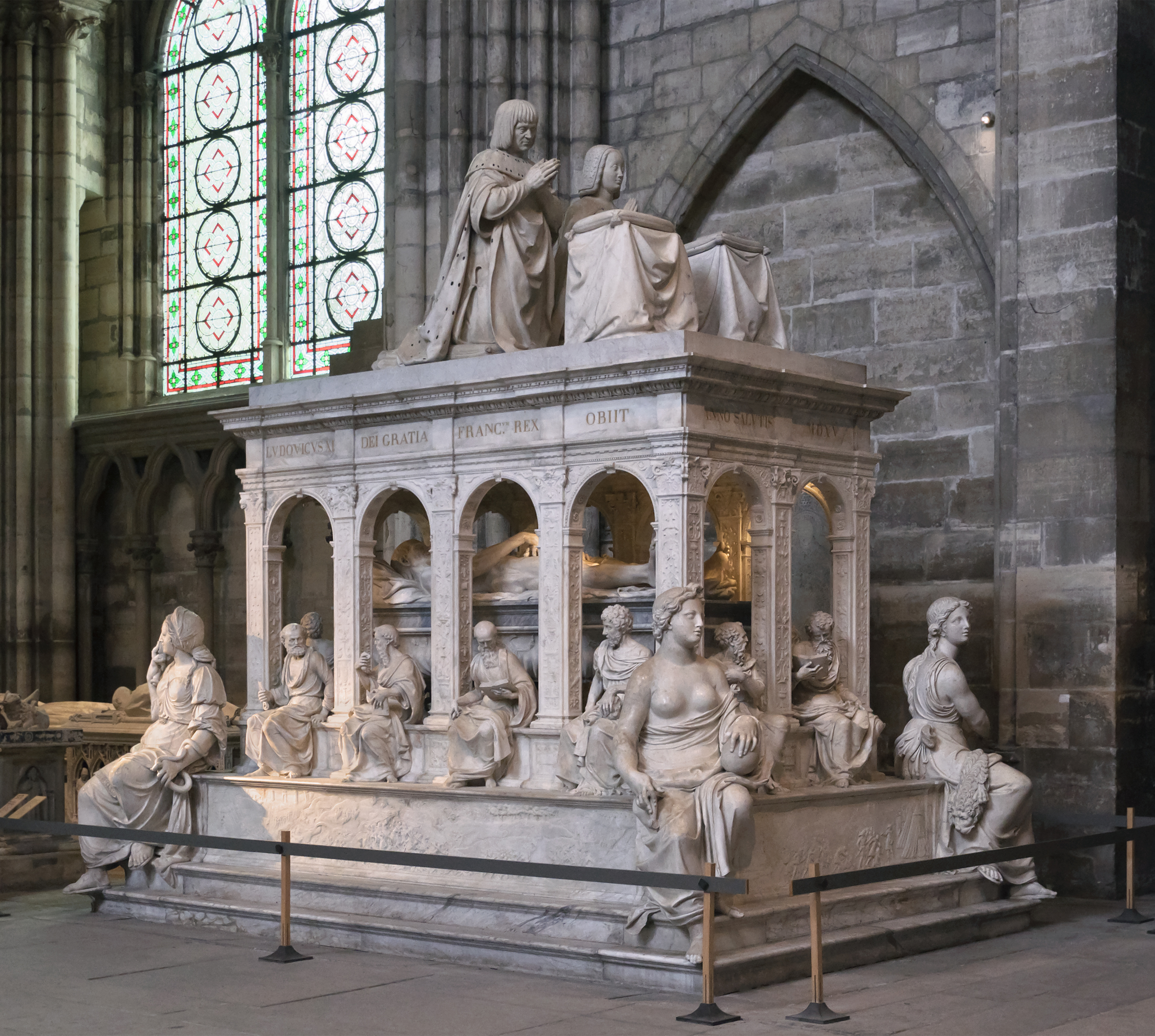
Tombeau de Louis XII et d’Anne de Bretagne à la basilique Saint-Denis : le catafalque est couvert par un dais à arcades.

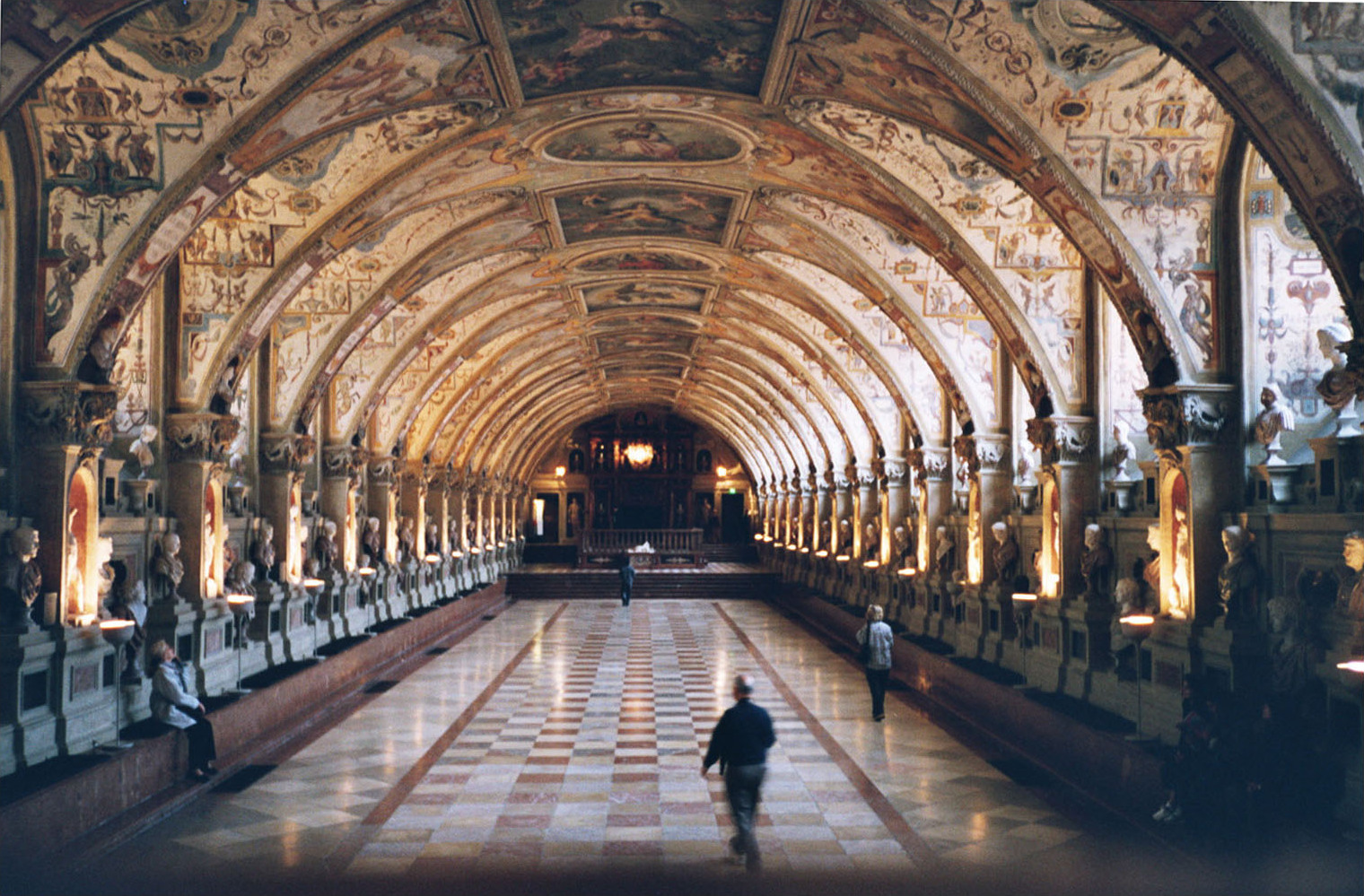
Dais au fond de la salle de banquet à Munich.

Le dais (du latin discus, « disque, plateau circulaire ») est un ouvrage d'architecture et de sculpture en pierre, en métal, de bois sculpté ou de tissus, qui sert à couvrir un trône, un autel, une chaire, un catafalque, une statue dans une niche, une œuvre d'église ou la place où siègent, dans les occasions solennelles, certains personnages.

## Origine et évolution du dais
À l'origine, le dais désigne un « plateau où l'on disposait les mets », puis le mot évolue phonétiquement au XIIe siècle en deis, table d’honneur dressée sur une estrade, en usage du XIIe au XVIe siècle. Cette plateforme est généralement située au fond des salles de banquets médiévaux où le seigneur mange sur une table haute. Cette estrade est généralement surmontée d'une tenture, d'où l'assimilation du dais à un toit, une couverture (usage attesté avant 1350).
Cette assimilation fait que le dais a désigné par la suite une pierre saillante qui couvre des statues à l’extérieur ou à l'intérieur des édifices religieux et civils du Moyen Âge, les artistes de l'époque jugeant inconvenable d’adosser une figure de saint ou de personnage célèbre à un mur, sans préserver sa tête de la pluie ou de la poussière par une sorte de petit auvent. Sa forme est généralement empruntée à celle d'une tente ou d'un pavillon. 
Enfin, le dais a désigné toute couverture d'un mobilier honorifique.

## Différents types de dais
Le dais est le plus souvent suspendu (à la manière d'un ciel de lit) mais parfois porté de fond (s'appuyant sur des fondations) ou en surplomb (dais de statue). Tantôt isolé, tantôt adossé à un mur, il prend au XVIe siècle une spécialisation honorifique avec le sens moderne de baldaquin qui est généralement garni de tentures (étoffe ou tapisserie).
Le dais de procession est un baldaquin mobile pouvant abriter le Saint sacrement, l'huile sainte, des reliques, une statue ou un haut dignitaire. Il est souvent constitué d'une armature en bois munie de quatre, six ou huit hampes, couverte d'un ciel de lit (pièce d'étoffe de soie ou de velours blanche ou rouge), et de quatre pentes souvent ornées de broderies.

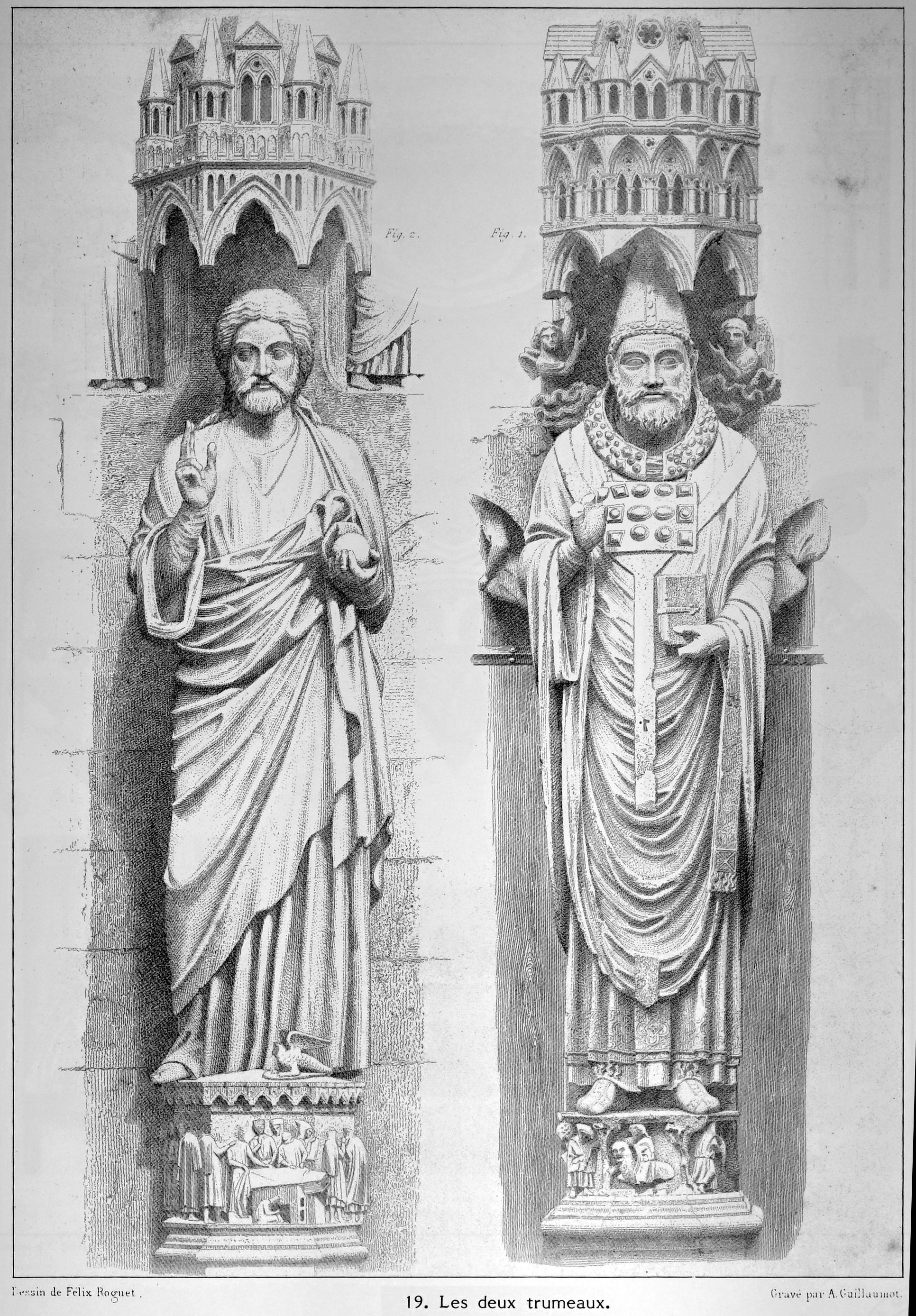
Dais sculptés au-dessus de statues de trumeau, cathédrale de Reims (France).
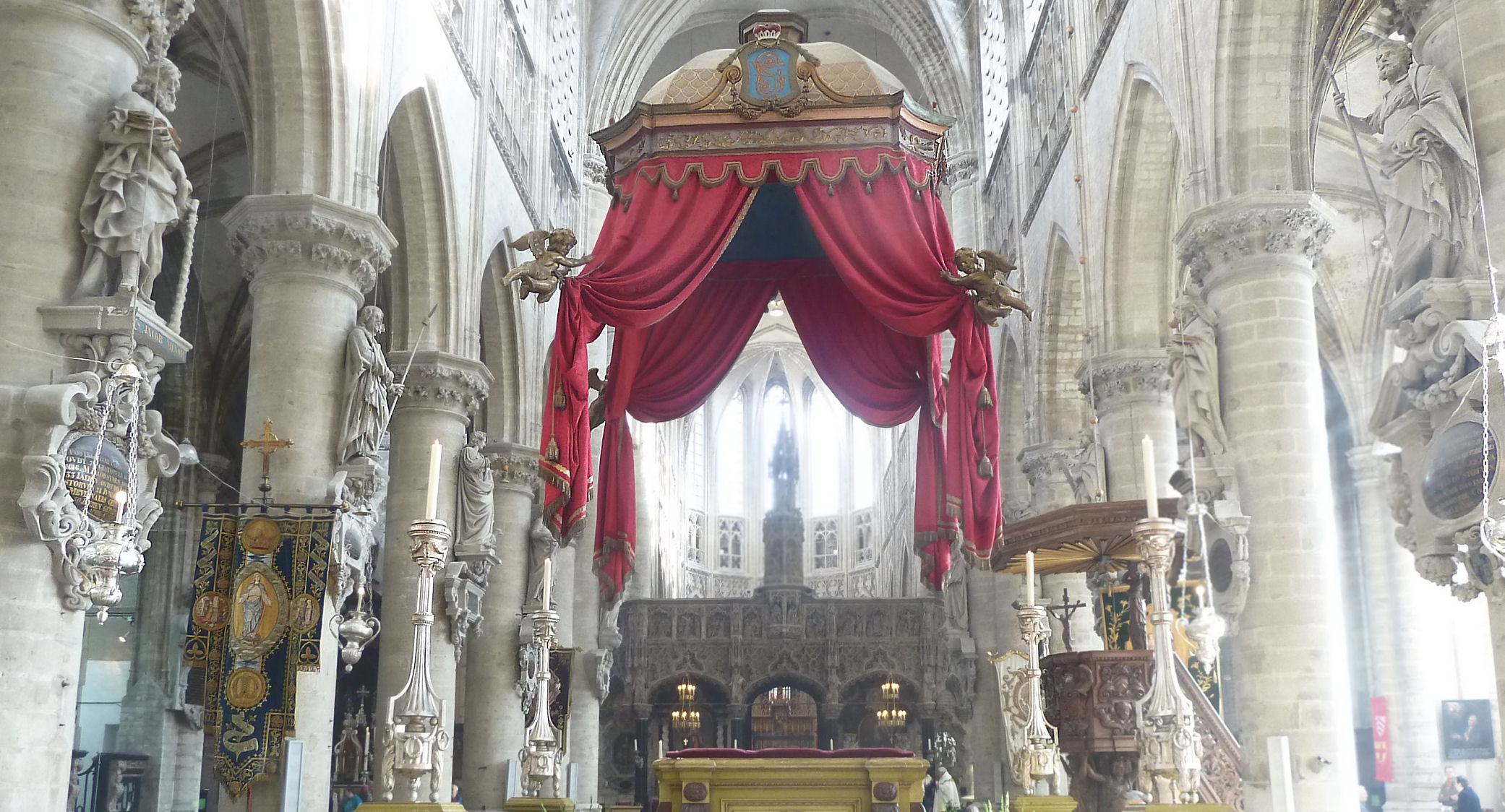
Dais de Saint-Gummare, Lierre (Belgique).
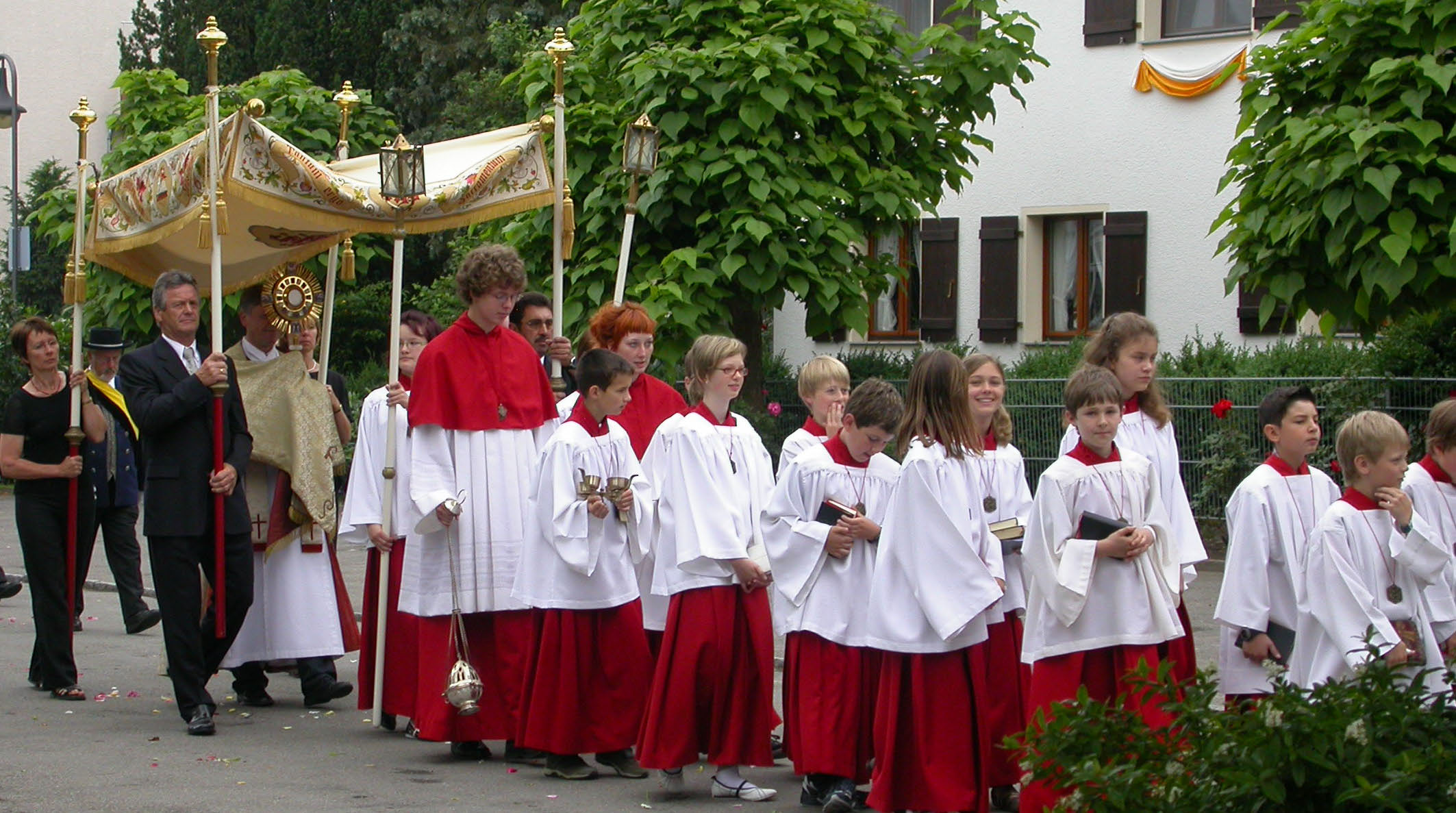
Lors de la Fête-Dieu, le dais de procession protège l'officiant portant l'ostensoir (Allemagne).

### Dais du Temple de Jérusalem
Le dais du trône mythologique de Salomon est décrit comme « un grand trône d'ivoire recouvert d'or affiné, avec un dais rond derrière lui et des accoudoirs »[réf. nécessaire].
Ce siège royal est peut-être réalisé en ivoire massif, mais la technique présentée comme généralement employée pour la construction du Temple de Jérusalem laisse penser qu'il aurait plutôt été en bois recouvert d'or affiné et richement décoré de panneaux d'ivoire incrustés.

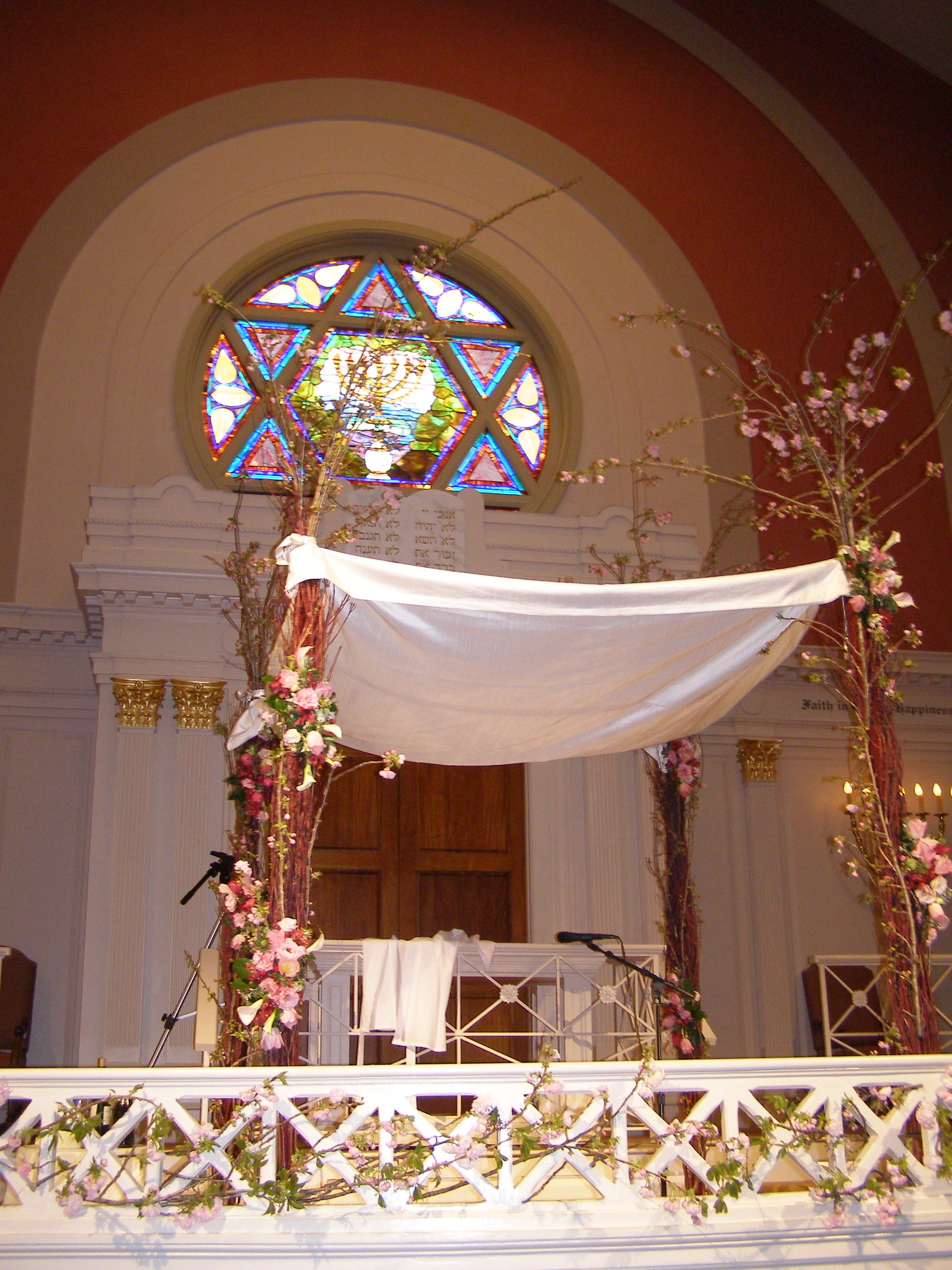
Houppa installée dans la synagogue Historique Sixth & I de Washington pour abriter les mariés lors de la cérémonie.

### Dais nuptial
Dans le judaïsme, la houppa est le dais nuptial sous lequel les mariés se tiennent durant les bénédictions nuptiales. 

Dans le christianisme, cette vélation nuptiale (velatio nuptialis) ou dite « cérémonie du poêle » (déformation du latin pallium), exigée par les Pères de l’Eglise aux premiers siècles du christianisme, reprend vraisemblablement celle de la tradition juive, pour être majoritairement abandonnée de nos jours.

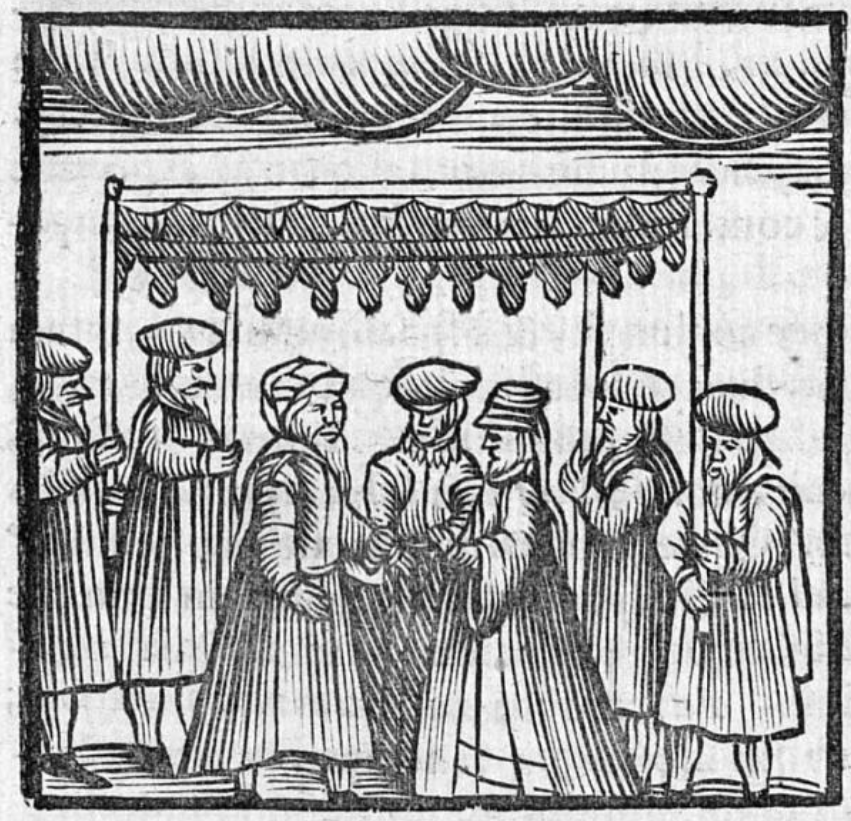
Houppa néerlandaise (gravure, Utrecht, 1657).
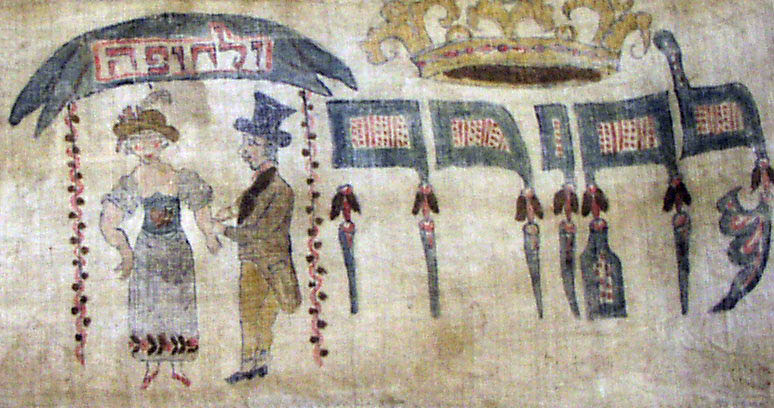
Fanion de Torah de Zelig ben Yehudah Sohnholz (1824).
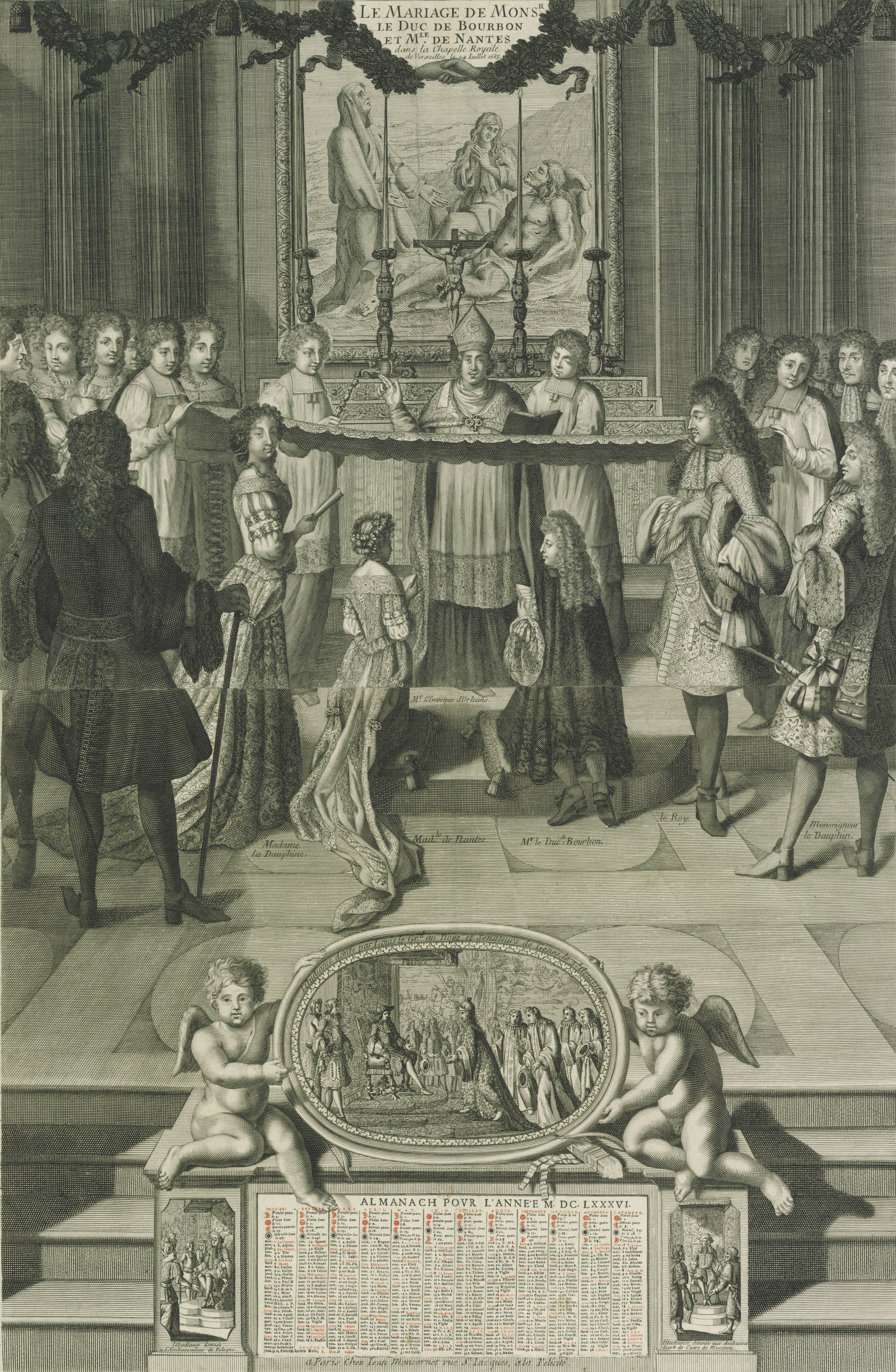
Mariage du duc de Bourbon et Mlle de Nantes, chapelle royale de Versailles (1685).

### Dais dans la liturgie
Le dais portatif est également utilisé dans la liturgie catholique. Il s'agit d'un ouvrage à quatre pieds, recouvert de tentures. Employé lors des processions, il est alors porté par quatre hommes, tandis que le célébrant se tient dessous, tenant par exemple le Saint-Sacrement.

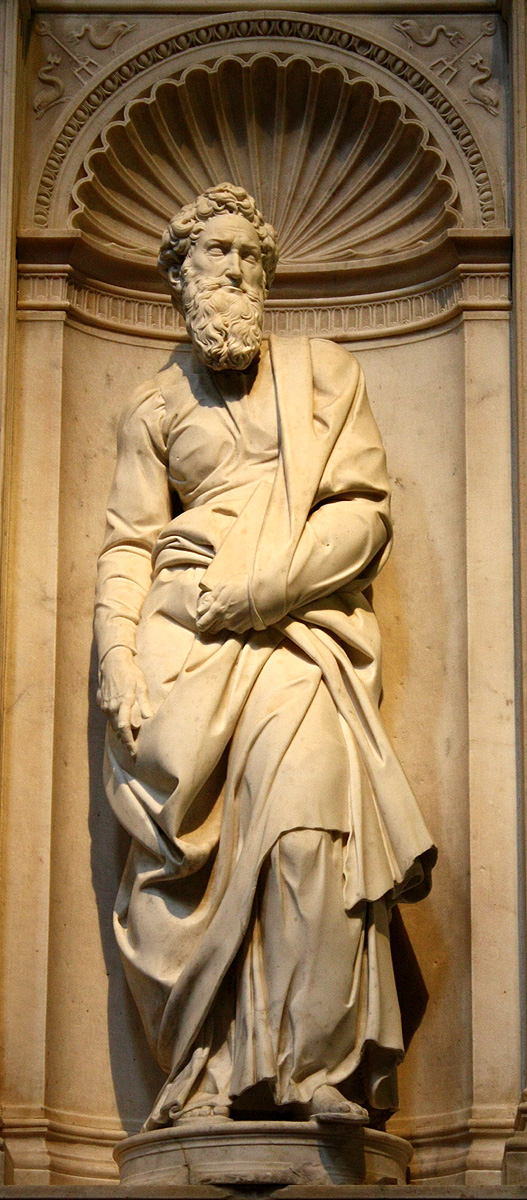
Niche abritant une statue coiffée d'un dais en forme de coquille Saint-Jacques.
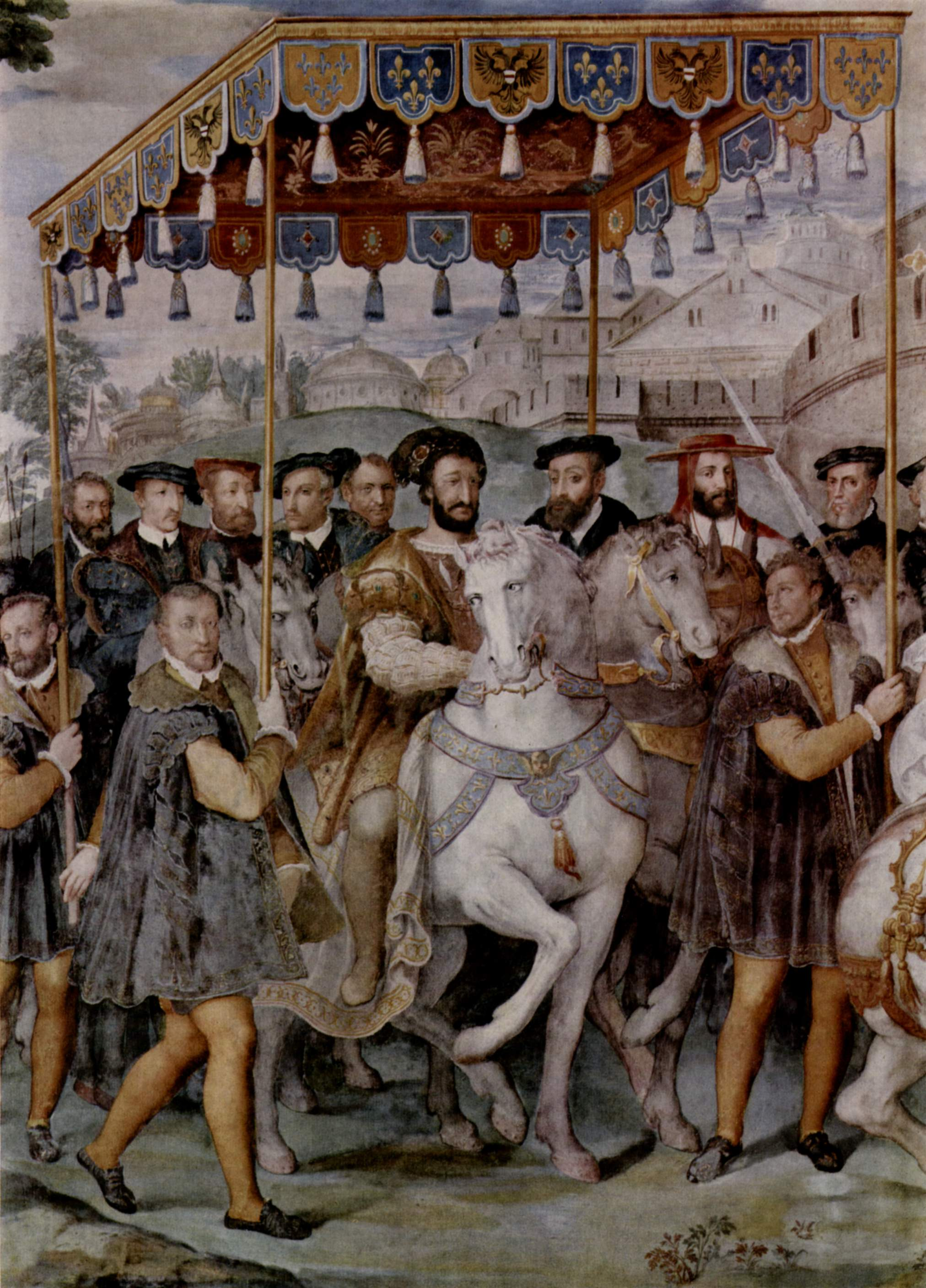
Entrée solennelle sous un dais de François Ier, Charles Quint et le cardinal Alexandre Farnèse dans Paris en 1540.
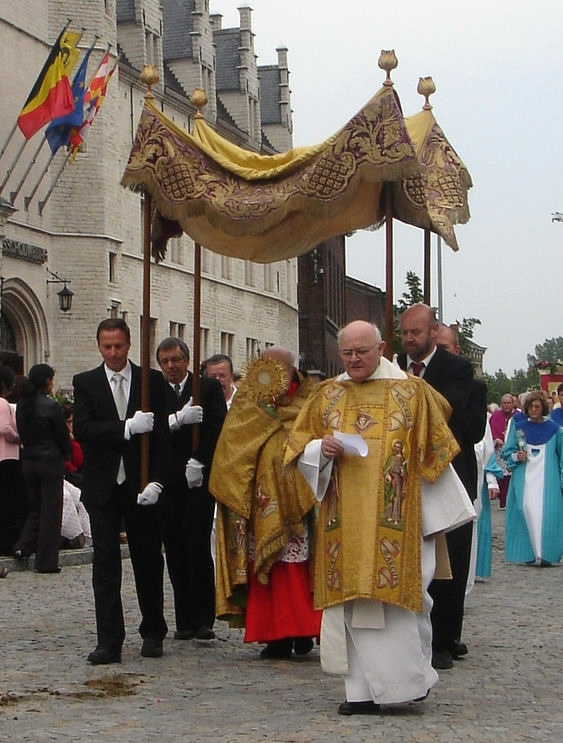
Procession du Saint-Sacrement sous un dais portatif en Belgique avec le cardinal Danneels.
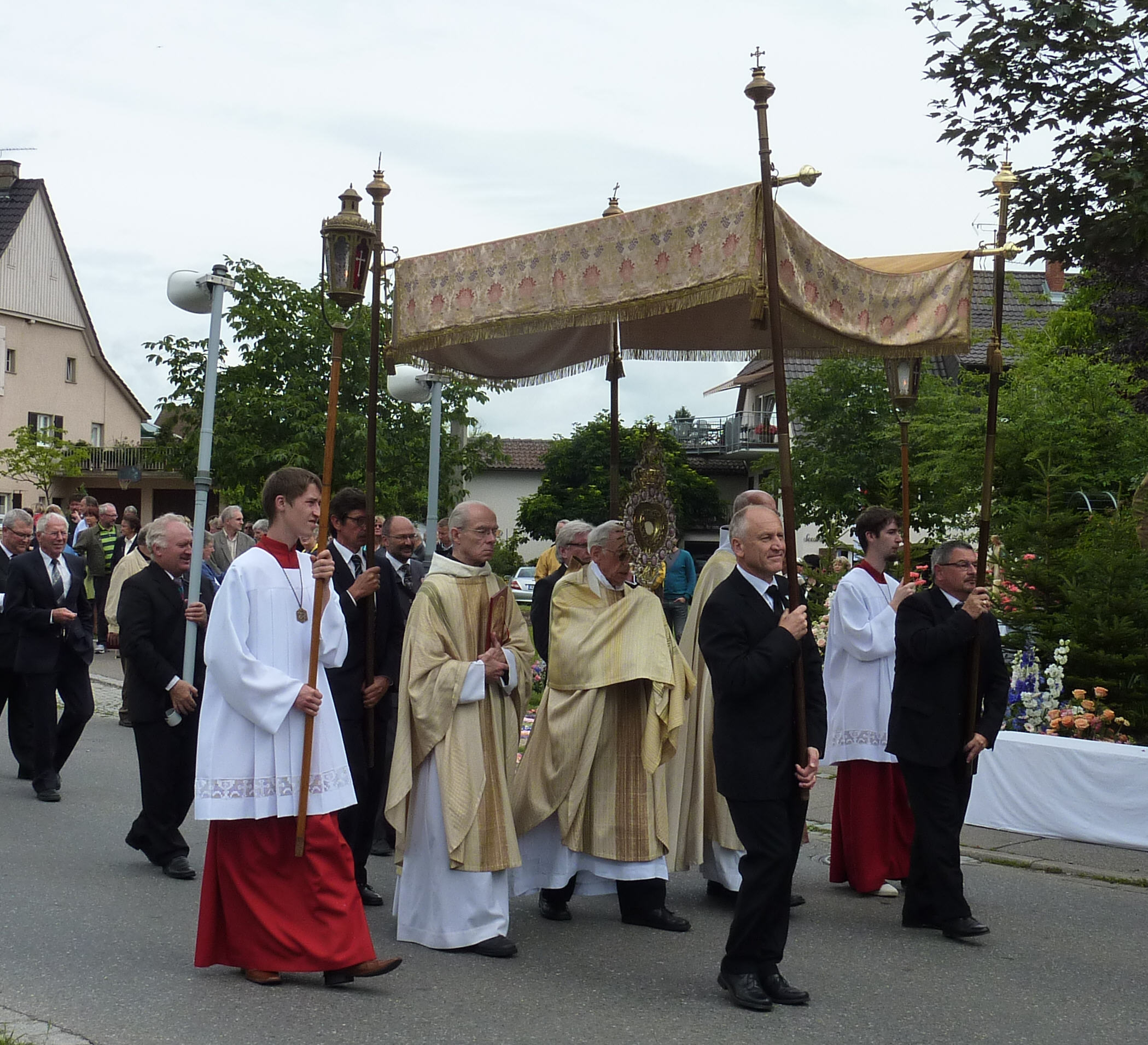
Procession de la Fête-Dieu à Reichenau en Allemagne en 2011.
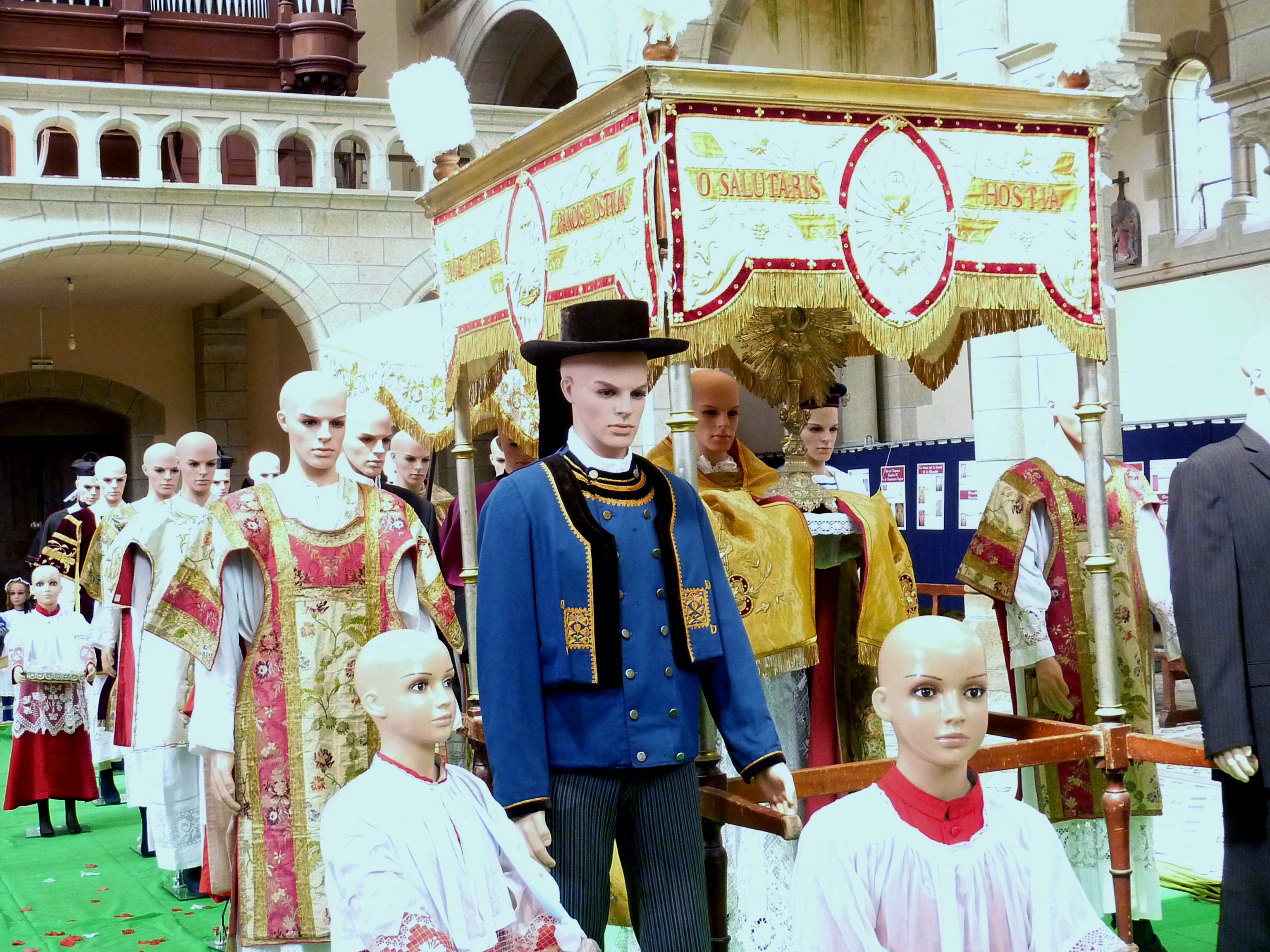
Dais utilisé lors de processions dans le cap Sizun.
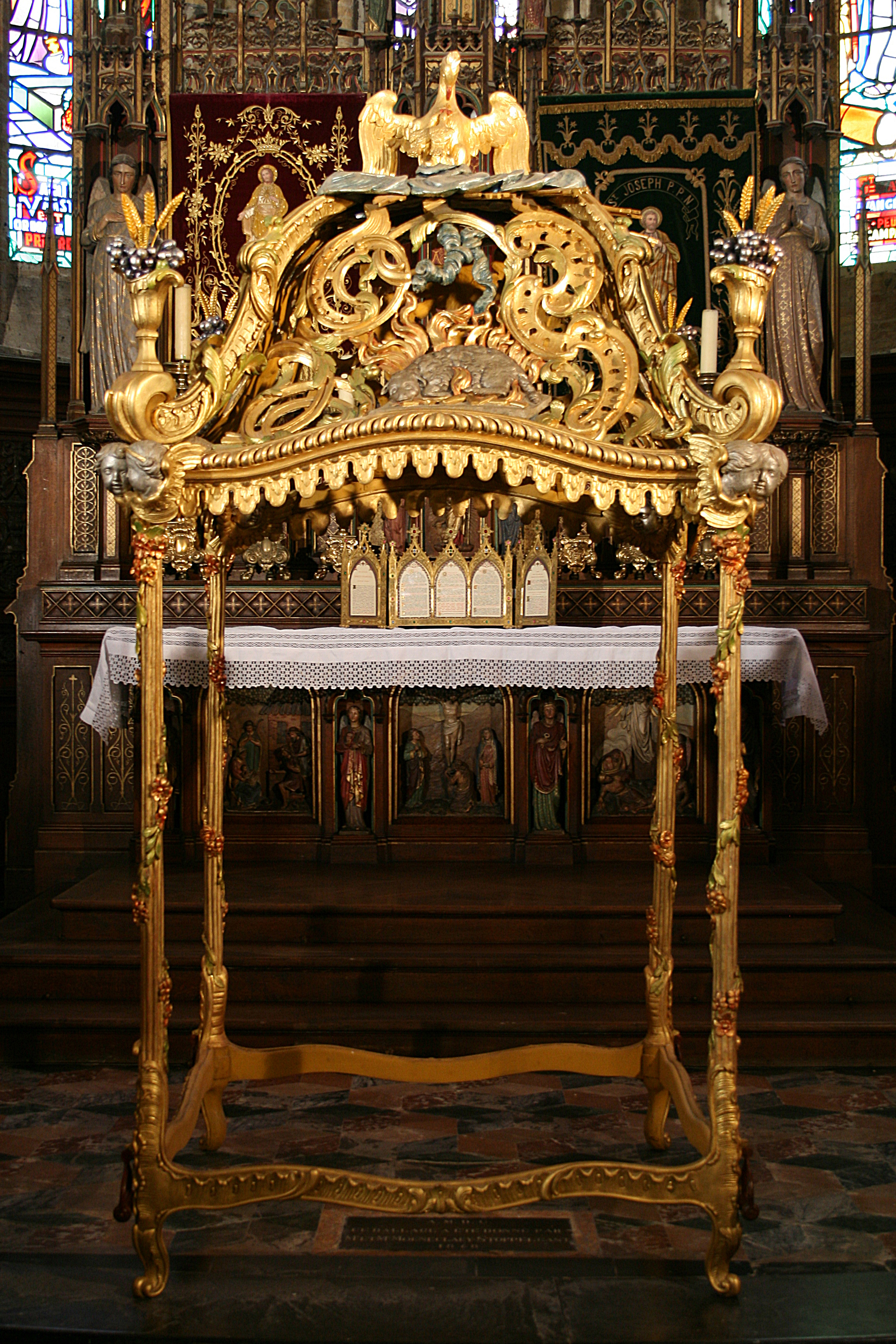
Dais de procession de l'église Saint-Vaast à Hondschoote (Nord).

### Dais royal

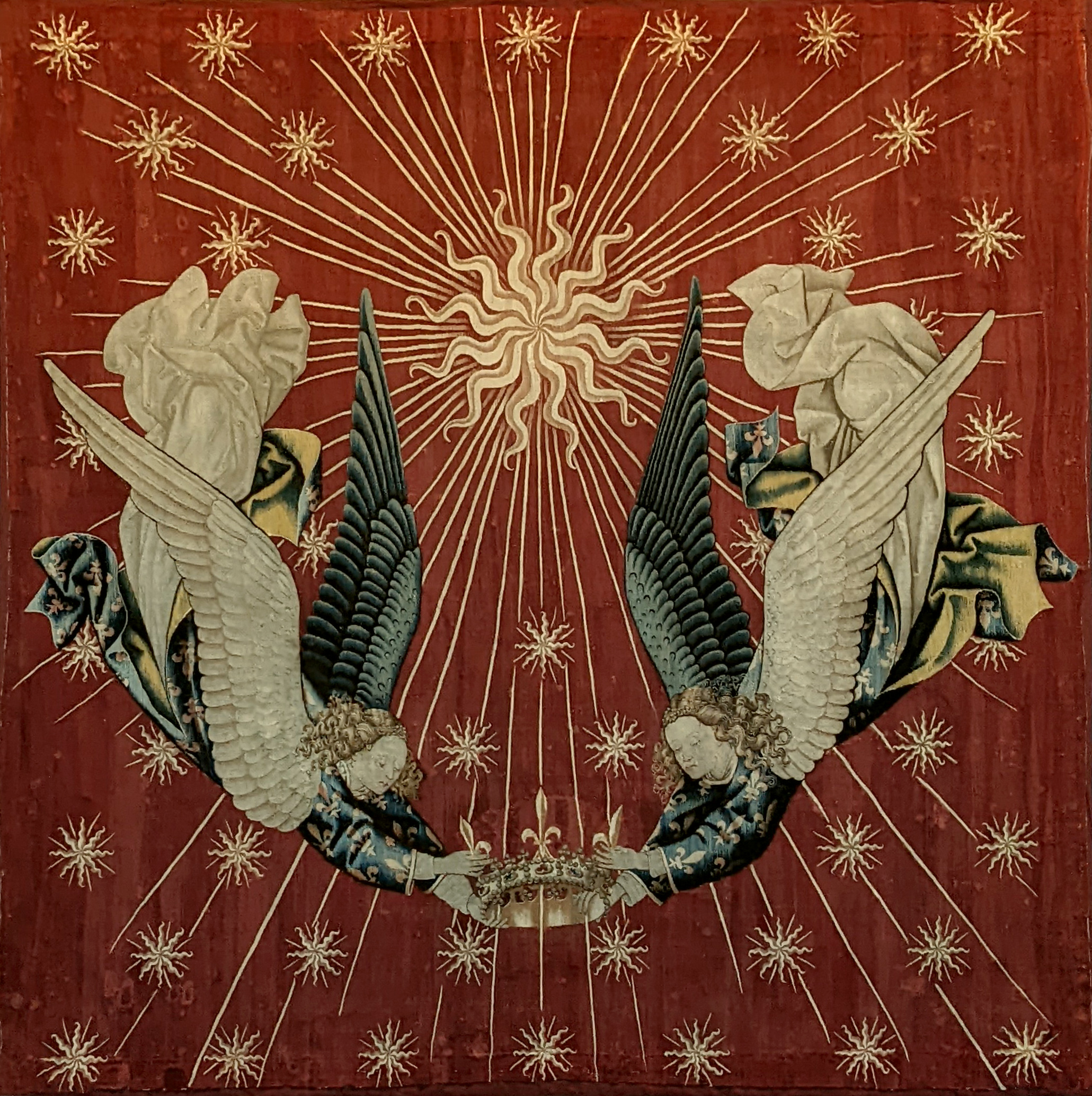
Dosseret du dais de Charles VII, attribué à Jacob de Littemont (vers 1440), musée du Louvre (Paris).

Le dais royal et son dosseret richement décoré appartenaient au mobilier médiéval des châteaux. Ils étaient l'interprétation même de la monarchie de droit divin. On connait l'existence des dais royaux médiévaux par des sources écrites ou des représentations enluminées. Lorsque ce dais était en place, la tête du roi assis sur son trône se trouvait juste au-dessous du dosseret. Une magnifique et rare représentation est le dosseret du dais de Charles VII, authentifié en 2008, et entré dans les collections du musée du Louvre, le 16 septembre 2010.